# Ganiou Soglo
Ganiou Soglo, teilweise auch Galiou Soglo, (* 4. November 1961 in Paris, Frankreich) ist ein beninischer Politiker.

## Leben
Soglo wurde am 4. Januar 1961 in Paris als jüngster Sohn von Nicéphore Dieudonné Soglo, von 1991 bis 1996 Präsident der Republik Benin, geboren. Er studierte Finanzökonomie in Montreal und Paris, wo er später bei einer Bank arbeitete. Im Jahr 1994 kehrte er nach Benin zurück. Dort leitete er u. a. mehrere Jahre den Fußballverein Requins de l’Atlantique FC aus Cotonou und wurde als Politiker der Parti de la renaissance du Bénin (RB) bis 2007 zweimal in die Nationalversammlung gewählt. Bei der Präsidentschaftswahl in Benin 2006 blieb seine Kandidatur erfolglos. Bei der im Juni 2007 von Thomas Boni Yayi gebildeten Regierung übernahm er das Amt als Minister für Jugend, Sport und Freizeit, ein Jahr später wurde er Kulturminister.
Anfang 2021 gab Soglo seine Kandidatur zur Präsidentschaftswahl bekannt. Am 5. Februar des Jahres wurde während einer Autofahrt ein Anschlag verübt, bei dem er angeschossen wurde. Dieses Ereignis verarbeitete er im 2022 veröffentlichten Buch Dix-sept minutes pour vivre, in dem er auch die politische Lage in Benin analysiert.

## Veröffentlichungen
- Dix-sept minutes pour vivre, L’Harmattan, Paris 2022, ISBN 978-2-14-030039-4